# Lunca de Sus (gmina)
Lunca de Sus – gmina w Rumunii, w okręgu Harghita. Obejmuje miejscowości Comiat, Izvorul Trotușului, Lunca de Sus, Păltiniș-Ciuc, Valea Gârbea i Valea Ugra. W 2011 roku liczyła 3242 mieszkańców.